# Kloster Beuren
Das Kloster Beuren St. Margareta ist eine ehemalige Zisterzienserinnen-Abtei in Beuren im Landkreis Eichsfeld in Thüringen.

## Geschichte
Rudolf von Bodenstein hatte bereits Mitte des 12. Jahrhunderts eine dem heiligen Andreas geweihte Kirche bei Nieder-Beuren, nahe seiner Stammburg Bodenstein, erbauen lassen und diese mit umfangreichem Besitz ausgestattet. An dieser Kirche soll das Kloster um 1200 durch seinen Enkel, den späteren Hildesheimer Domkantor, Konrad von Bodenstein (später genannt von Beuren) gegründet worden sein. Konrad wurde 1201 als erster Propst genannt. Unterstützt wurde die Gründung durch den päpstlichen Legaten und Zisterzienser Guido von Praeneste und die Äbte der Klöster Walkenried und Reifenstein. Die ersten Nonnen, welche in das Kloster zogen, kamen aus dem Zisterzienserinnenkloster in Wöltingerode. Durch Papst Innozenz III. erfolgte am 3. Februar 1208 die Anerkennung der Klostergründung.
1221 besaß das Kloster einen Grundbesitz im Umfang von 117 Hufen, was umgerechnet etwa 3525 Morgen sind, welche von mehreren Vorwerken aus von Laienbrüdern bewirtschaftet wurden. In der Folgezeit mehrte sich der Reichtum des Klosters durch verschiedene Ankäufe und Geschenke; auf diese Weise konnte stets eine nicht unbedeutende Zahl an Nonnen unterhalten werden. Zuwendungen kamen unter anderem vom Grafen Albrecht von Gleichenstein, der dem Kloster mehrere Güter in der Umgebung Beurens überließ, unter denen sich die Ortschaften Aldenhagen und Retterode befanden. Die Klostergüter wurden von acht grangieartigen Höfen bewirtschaftet in Mühlhausen unterhielt das Kloster im Mittelalter einen Stadthof.
Mitte des 13. Jahrhunderts nahm der Landgraf Heinrich von Thüringen das Kloster unter seinen Schutz, der es von aller Gerichtsbarkeit ihrer Vögte und Schultheißen freisprach. Kriegerische Unruhen im frühen 13. Jahrhundert veranlassten Papst Alexander IV. das Kloster 1255/56 direkt unter päpstlichen Schutz zu stellen. Mit dessen Umsetzung wurde der Scholaster des St. Martinstift in Heiligenstadt beauftragt. Die päpstlichen Schutzprivilegien gewährten dem Kloster weitreichende Rechte. Kein anderes Frauenkloster des Eichsfeld war in vergleichbarer Weise privilegiert. Trotzdem griffen immer wieder Adlige in die Klosterrechte ein, so dass die Privilegien mehrfach erneuert wurden und der Papst ihre Durchsetzung beauftragte. Das Kloster Beuren war nicht in den Zisterzienserorden inkorporiert und unterstand praktisch der Jurisdiktion des Erzbistums Mainz, das wiederholt die inneren Angelegenheiten des Klosters direkt beeinflusste.

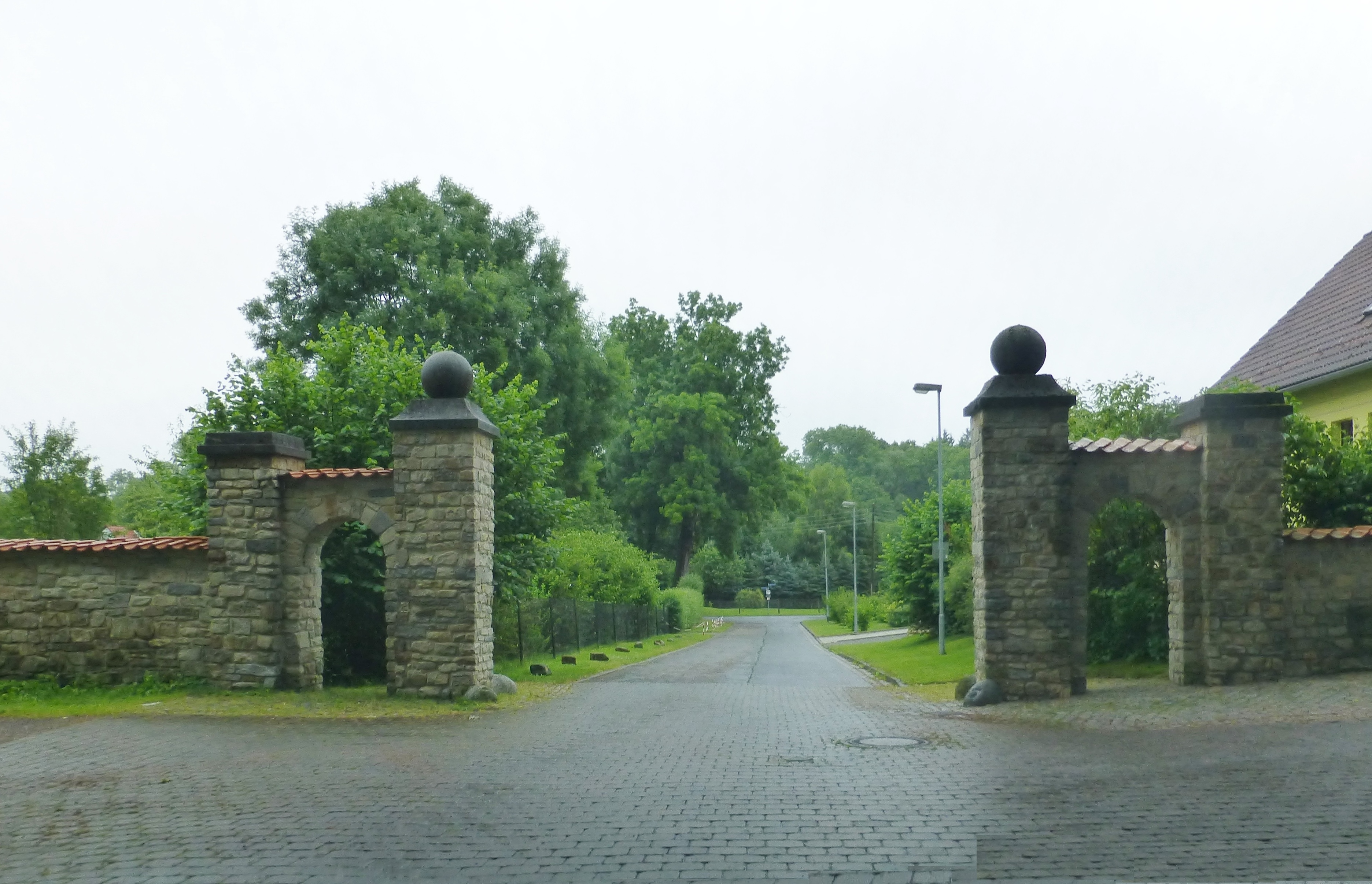
Eingangstor des Klosters Beuren

Die Konventsmitglieder stammten überwiegend aus dem regionalen Adel, besonders aus den Familien von Bodenstein, von Westhausen und von Wintzingerode kamen zahlreiche Angehörige. Die Anzahl der Nonnen nahm zu, so dass weitere Tochterklöster gegründet werden konnten. Das Kloster Beuren wurde Mutterkloster für das Kloster Breitenbich (ca. 1230) und dessen Nachfolgekloster Kloster Anrode (um 1260), sowie der Klöster Teistungenburg (1260), Marksußra (1287) und Worbis (1311). Ein weiteres Tochterkloster war vermutlich das Kloster Mariengarten (vor 1245). Durch eine erfolgreiche Wirtschaftsweise und zahlreiche Stiftungen konnte das Kloster schrittweise seinen Besitz ausdehnen. Auf dem Höhepunkt seiner wirtschaftlichen Bedeutung um 1320 besaß es in fast 70 Ortschaften ungefähr 190 Hufen Land, dazu Waldbesitz, Fischereirechte, Mühlen, Patronatsrechte und weiteren Besitz.

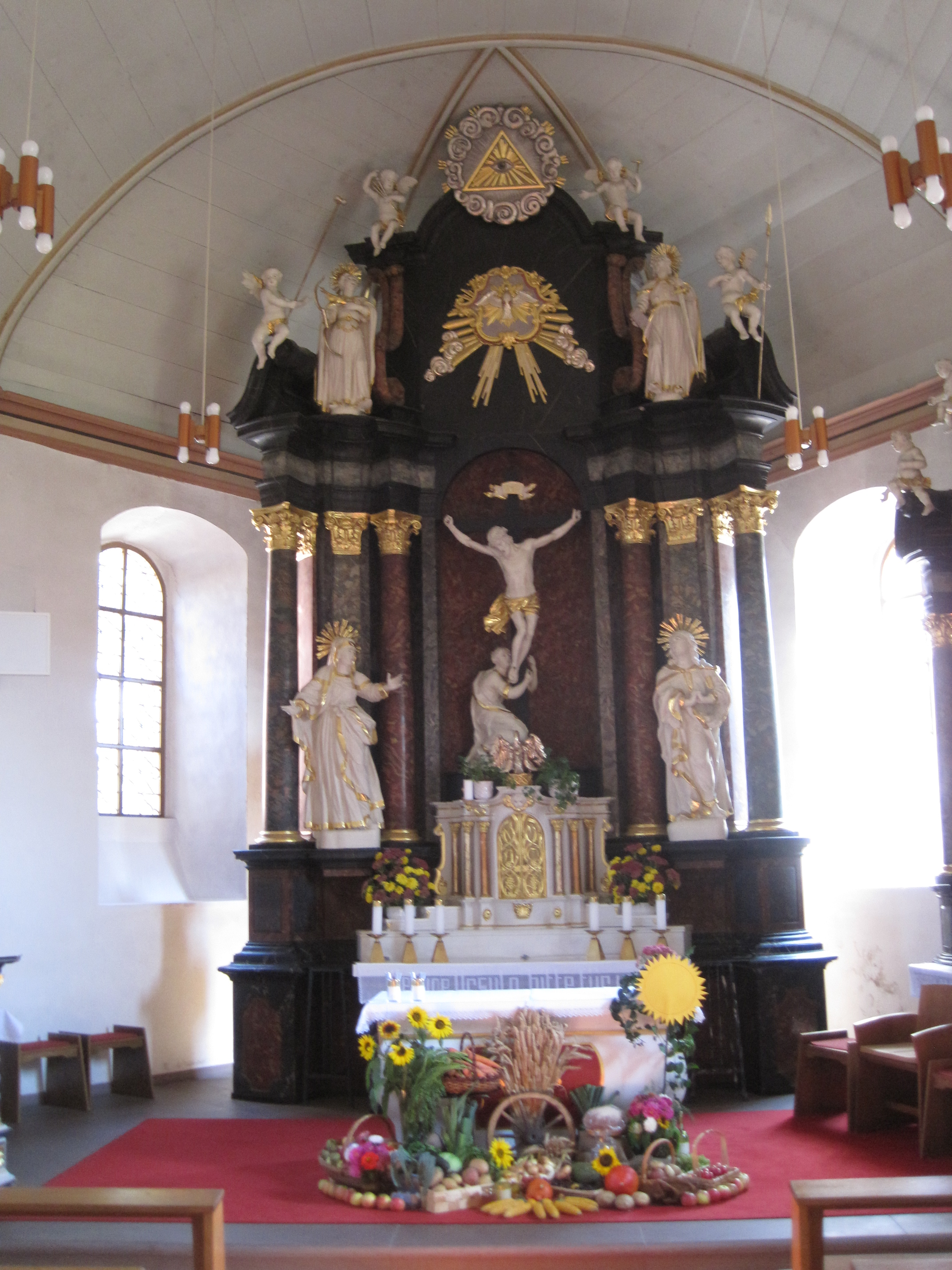
Barockaltar aus dem Kloster Beuren in der Kirche von Martinfeld

Direkte Auswirkungen der Reformation auf das Kloster sind keine nachweisbar. Im Bauernkrieg erlitt die Klosteranlage größere Zerstörungen. Am 29. April 1525 wurde das Kloster von den eigenen Untertanen ausgeplündert. Drei Tage später brannten Aufständische aus Mühlhausen das Kloster nieder. Der Konvent musste zwei Jahre auswärts untergebracht werden. Der entstandene Schaden wurde auf 2188 Gulden geschätzt. Unterstützt von den Mainzer Erzbischöfen führte das Kloster vor dem Reichskammergericht langjährige Schadensersatzprozesse gegen die Stadt Mühlhausen.
Im Jahre 1555, also 20 Jahre, später verstarben die letzten beiden Nonnen. Ein Beauftragter des Mainzer Kurfürsten führte zunächst die Verwaltung weiter. Teile des Klosterbesitzes wurden dem Jesuitenkolleg in Heiligenstadt übergeben. Der verbliebene Rest des Klosterbesitzes wurde bis 1609 schrittweise verkauft. Die Zisterzienserinnen aus Teistungenburg kauften das Kloster und wesentliche Teile des Klosterguts 1617 zurück und besiedelten es erneut. Unter den Konventsmitgliedern der zweiten Periode sind kaum Frauen adliger Abstammung bezeugt. Spätere gewaltsame Auseinandersetzungen trafen das Kloster schwer, so wurde es im Dreißigjährigen Krieg ausgeplündert. In den Jahren 1673 bis 1679 erfolgte nach Plänen von Antonio Petrini die bauliche Wiedererrichtung und 18 Jahre später wurde die Propstei angebaut. Man renovierte die Kirche 1718 und zählte zwölf Jahre später etwa 30 Mitglieder. Im Siebenjährigen Krieg kam es erneut zu mehrfachen Plünderungen im Kloster. Bei der letzten Äbtissinenwahl 1791 verfügte das Kloster noch über 18 Konventsmitglieder.
Nach dem Reichsdeputationshauptschluss 1803 fiel das Kloster an Preußen. Die preußische Verwaltung erhielt zwar nicht die Genehmigung das Kloster aufzulösen, aber sie griff stark in die Klosterverwaltung ein. Neue Konventsmitglieder durften nicht mehr aufgenommen werden, Steuerprivilegien wurden gestrichen und das Klostervermögen unterstand der staatlichen Kontrolle. Nach dem Frieden von Tilsit fiel das Kloster an das Königreich Westphalen.
Zu Beginn des 19. Jahrhunderts besaß das Kloster 577 Morgen Ackerland, 60 Morgen Wiesen, 12 Morgen Garten und 500 Morgen Wald. Lange konnte es jedoch nicht von seinen Gütern zehren, da am 12. Mai 1810 das Königreich Westphalen das Kloster aufhob, den Besitz verkaufte. Kirchliche Einrichtungen kamen nach Wingerode, Martinfeld und Beuren, wobei zudem ein Teil der Klosteranlagen nach Mainz, Würzburg, Merseburg, Magdeburg und Wingerode gelangte.
Am 2. August 1810 erfolgte der Verkauf der Anlage für 185.000 Franken an die in Siemerode ansässige Familie von Steinmetzen. Der königlich westfälische Unterprefekt zu Nordhausen, Georg Christian von Steinmetzen und der kaiserlich österreichische Hauptmann Carl Friedrich von Steinmetzen nahmen hier ihren Wohnsitz. Nach dem Tode des letzteren 1833 erhielt seine Tochter Wilhelmine (1797–1887) sämtlichen Familienbesitz. Sie bewirtschaftete das Gut nunmehr mit ihrem Ehemann Carl von Hanstein (1786–1853). Ihr Sohn, der Oberförster Karl von Hanstein, verkaufte die Anlage 1887 an seinen Schwager, den Oberst Günter von Krieger. Dessen Sohn wiederum veräußerte das Klostergut 1907 an den Erfurter Geheimen Kommerzienrat Ferdinand Lucius (1830–1910) für 480.000 Mark. Bereits ab 1911 erfolgten weitere zahlreiche Besitzer- und Nutzungswechsel, darunter u. a. eine Pralinenmanufaktur, bevor der letzte Eigentümer, der Rechtsanwalt Dr. Erich Bockler, 1945 entschädigungslos enteignet wurde.
Die Klostergebäude wurden einer neuen Nutzung übergeben und dienen seither als Alters- und Pflegeheim.

## Äbtissinnen
- Erste Periode
  - Chunegundis um 1279
  - Guda (1292–1301)
  - Ida (1311–1332)
  - Catharina (um 1347)
  - Metze von Worbis (um 1364)
  - Margaretha Lowers (um 1483)
  - Margaretha von Bodenhausen (1519–1537)
  - Barbara von Knorr (1593–1555)
- Zweite Periode
  - Marina Ziegler (1618–1622), zugleich Äbtissin von Teistungenburg
  - Agnes Mercker (1623–1636)
  - Margaretha Lang (1636–1640)
  - Anna Margaretha Mecke (1641–1648)
  - Anna Magdalena Kerl (1648–1669)
  - Maria Francisca Wagner (1669–1698)
  - Anna Humbelina Feldmann (1698–1705)
  - Martha Elisabeth Witzel (1705–1730)
  - Anna Humbelina Sponsail (1730–1757)
  - Rosalia Hartung (1757–1768)
  - Lutgardis Türcas (1769–1791)
  - Anna Maria Nachtwey (1791–1810)

## Erhaltene Klosteranlage

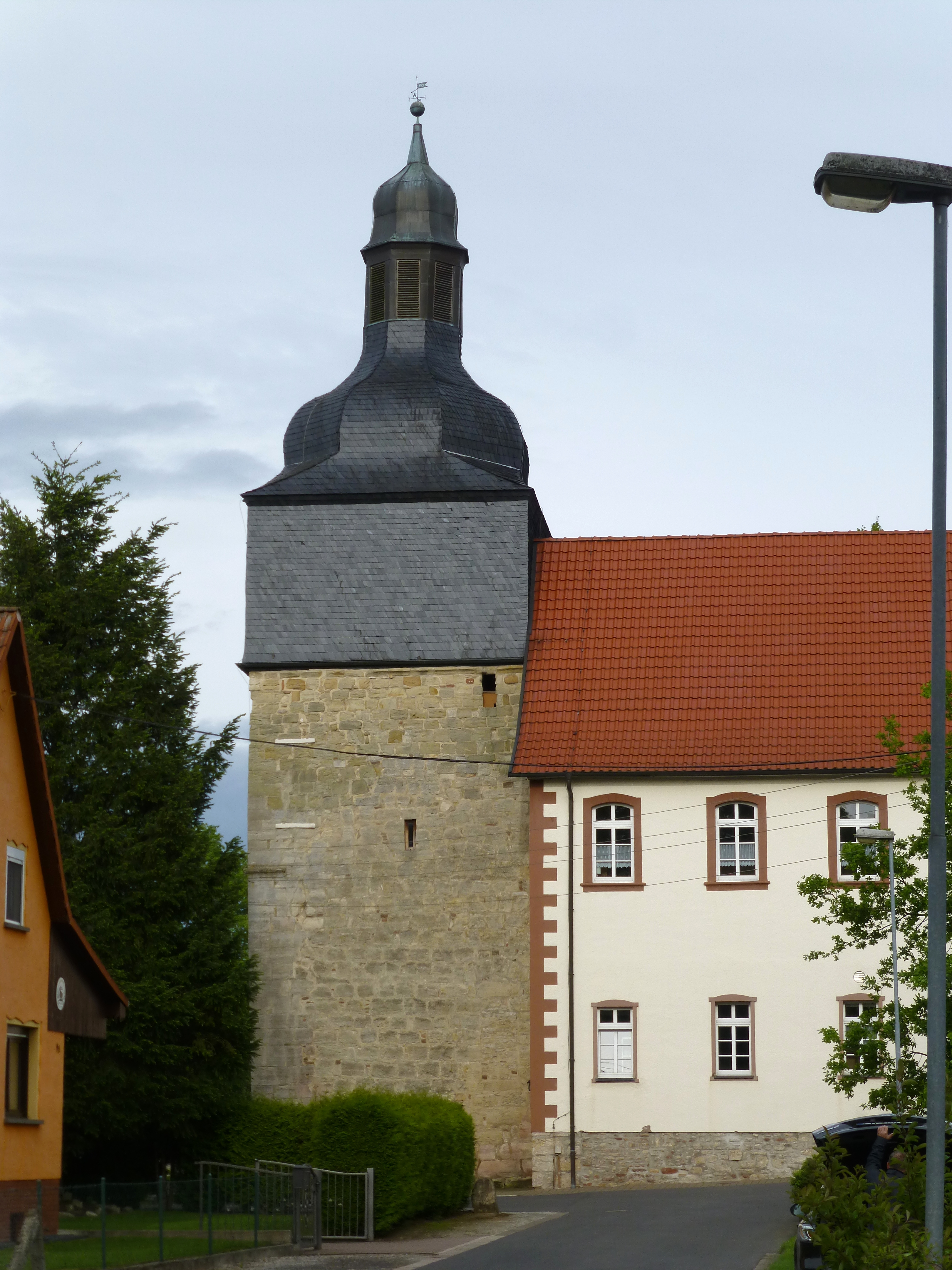
Ehemalige Klosterkirche St. Andreas

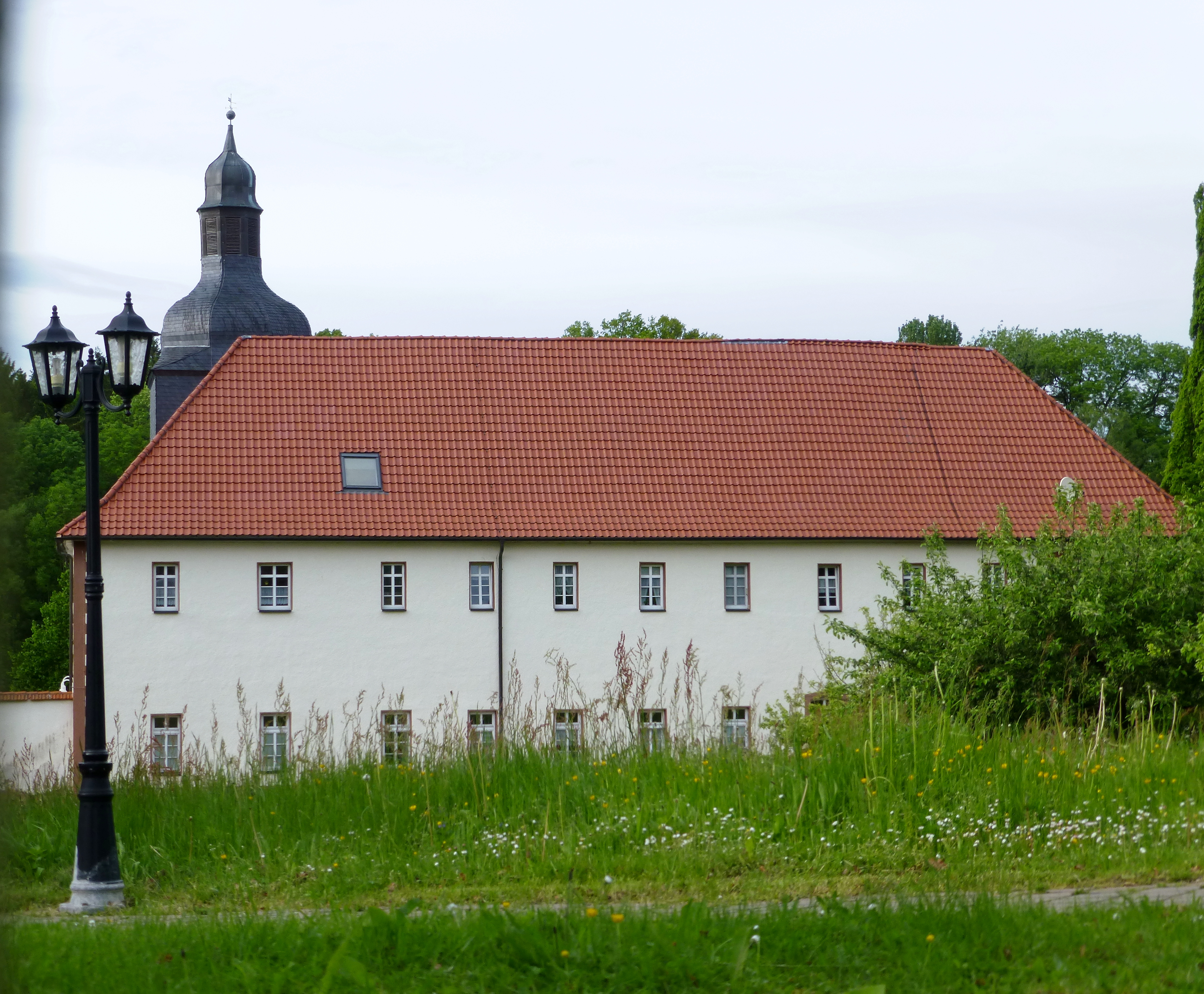
Südflügel des ehemaligen Klosters

Teile des Klosters sind noch erhalten. Hierzu gehören der Turm, der um 1130 errichtet wurde, und der westliche Teil der Andreaskirche, ein romanischer Saalbau. Der östliche Teil der Andreaskirche wurde im späten 13. Jahrhundert im gotischen Stil ergänzt. Nach den Zerstörungen von 1525 kam es jedoch zu weitreichenden Umbauarbeiten am Turm. In der zweiten Periode des Klosters erfolgte der barocke Umbau des Klosters nach den Plänen von Antonio Petrini. Hierbei wurden die verbliebenen Teile barock umgestaltet und ergänzt. Durch den Fuldaer Künstler Johann Martin Hummel wurde in der Kirche eine umfangreiche Stuckdecke geschaffen. Die erhaltenen Nord-, Ost- und Südflügel des Klosters wurden zwischen 1672 und 1702 errichtet.
Die überwiegend im 18. Jahrhundert errichteten Nebengebäude wurden im 20. Jahrhundert weitestgehend abgerissen.
Ein Großteil der schriftlichen Überlieferung des Klosters Beuren befindet sich heute im Landeshauptarchiv Sachsen-Anhalt und im Geheimen Staatsarchiv Preußischer Kulturbesitz. Die überlieferten Konventssiegel des Jahres 1292 und des Jahres 1629 zeigen den Apostel Andreas. Beide Siegel waren jeweils bis zum Ende der Periode im Gebrauch. Ein Klosterwappen ist nicht überliefert.